# Hoplodictya spinicornis
Hoplodictya spinicornis är en tvåvingeart som först beskrevs av Friedrich Hermann Loew 1866.  Hoplodictya spinicornis ingår i släktet Hoplodictya och familjen kärrflugor. Inga underarter finns listade i Catalogue of Life.